# Wereldkampioenschap ijshockey vrouwen
Het wereldkampioenschap ijshockey vrouwen is een wereldkampioenschap voor uit vrouwen bestaande landenploegen dat vanaf 1990 namens de IIHF wordt georganiseerd. Er was een officieuze voorloper namelijk het World Women's Hockey Tournament 1987 waarin het deelnemersveld op basis van invitatie werd gevuld. Het deelnemersveld van de wereldkampioenschappen bestond van 1990 t/m 2017 uit 8 of 9 landenploegen die werden ingedeeld in 2 groepen van 4 of 3 groepen van 3 die een rond toernooi speelden en daarna via vervolgwedstrijden tot een klassement kwamen.
Tot en met 1997 bestond het deelnemersveld uit de toplanden Canada en de Verenigde Staten en
landen die zich kwalificeerden via het Europees kampioenschap en kwalificatietoernooien. Vanaf 1997 kwalificeert een aantal hoogst geëindigden zich voor het volgende wereldkampioenschap. In 2019 wordt het toernooi gespeeld met 10 landenploegen in 2 groepen van 5.

## Wedstrijdformules

### 1990 - 2002
De 8 aan het toernooi deelnemende landen werden verdeeld in 2 groepen van 4 die een rond toernooi speelden. De nummers 1 speelden in de halve finale tegen de nummers 2 van de andere groep. De winnaars daarvan speelden de finale en de verliezers de wedstrijd om de 3e  plaats. De nummers 3 van de groepen speelden tegen de nummers 4 van de andere groep kruiswedstrijden. De winnaars daarvan speelden om de 5e plaats en de verliezers om de 7e plaats.

### 2003
Er zou gespeeld worden volgens hetzelfde systeem als in de voorgaande periode maar het toernooi ging niet door wegens de uitbraak van SARS in China.

### 2004
De 9 aan het toernooi deelnemende landen werden ingedeeld in 3 groepen van 3 die een rond toernooi speelden. De nummers 1 gingen verder naar groep D, de nummers 2 naar groep E en de nummers 3 naar groep F. De nummers 1 en 2 van groep D speelden de finale, de nummer 3 van groep D en de nummer 1 van groep E de wedstrijd om de 3e plaats en de nummers 2 en 3 van groep F degradeerden naar Divisie 1.

### 2005
Er werd gespeeld volgens hetzelfde systeem als in de periode 1990 - 2002.

### 2007 - 2009
Er werd gespeeld volgens hetzelfde systeem als in 2004 met het verschil dat in 2007 en 2008 1 ploeg degradeerde in plaats van 2.

### 2011
De 8 aan het toernooi deelnemende landen werden verdeeld in 2 groepen van 4 die een rond toernooi speelden. De nummers 1 plaatsen zich rechtstreeks voor de halve finale. De nummers 2 en 3 speelden kruiswedstrijden voor een plaats in de halve finale tegen een van de groepswinnaars. De winnaars van de halve finale speelden de finale en de verliezers de wedstrijd om de 3e plaats. De verliezers van de kwartfinale speelden tegen elkaar een wedstrijd om de 5e plaats. De nummers 4 van de groepen speelden een best of three nacompetitie om de 7e plaats en klassenbehoud.

### 2012 - 2017
De nummers 1 t/m 4 van het vorige wereldkampioenschap werden in groep A ingedeeld en de andere 4 landen in groep B. In beide groepen werd een rond toernooi gespeeld. De nummers 1 en 2 van groep A gingen rechtstreeks door naar de halve finale. In de kwartfinale speelde de nummer 3 van groep A tegen de nummer 2 van groep B en de nummer 4 van groep A tegen de nummer 1 van groep B. De winnaars daarvan speelden in de halve finale tegen de nummers 1 en 2 van groep A en de verliezers (uitgezonderd in 2015) om de 5e plaats. De winnaars van de halve finale speelden de finale en de verliezers om de 3e plaats. De nummers 3 en 4 van groep B speelden een best of three competitie om de 7e plaats en klassenbehoud (uitgezonderd in 2017 wegens de uitbreiding van het deelnemersveld naar 10 landenploegen in 2019.

### 2019
Het deelnemersveld bestaat uit 10 landenploegen. De nummers 1 t/m 5 van het vorige wereldkampioenschap zijn in groep A ingedeeld en de andere 5 landen in groep B.

## Overzicht wereldkampioenschappen
| Jaar | Goud                                  | Zilver                                | Brons                                 | Locatie                             |
| 1990 | Canada                                | Verenigde Staten                      | Finland                               | Canada (Ottawa)                     |
| 1992 | Canada                                | Verenigde Staten                      | Finland                               | Finland (Tampere)                   |
| 1994 | Canada                                | Verenigde Staten                      | Finland                               | Verenigde Staten (Lake Placid)      |
| 1997 | Canada                                | Verenigde Staten                      | Finland                               | Canada (Kitchener)                  |
| 1999 | Canada                                | Verenigde Staten                      | Finland                               | Finland (Espoo, Vantaa)             |
| 2000 | Canada                                | Verenigde Staten                      | Finland                               | Canada (Mississauga)                |
| 2001 | Canada                                | Verenigde Staten                      | Rusland                               | Verenigde Staten (Minneapolis)      |
| 2003 | Afgelast vanwege de SARS-uitbraak     | Afgelast vanwege de SARS-uitbraak     | Afgelast vanwege de SARS-uitbraak     | China (Peking)                      |
| 2004 | Canada                                | Verenigde Staten                      | Finland                               | Canada (Halifax, Dartmouth)         |
| 2005 | Verenigde Staten                      | Canada                                | Zweden                                | Zweden (Linköping, Norrköping)      |
| 2007 | Canada                                | Verenigde Staten                      | Zweden                                | Canada (Winnipeg, Selkirk)          |
| 2008 | Verenigde Staten                      | Canada                                | Finland                               | China (Harbin)                      |
| 2009 | Verenigde Staten                      | Canada                                | Finland                               | Finland (Hämeenlinna)               |
| 2011 | Verenigde Staten                      | Canada                                | Finland                               | Zwitserland (Zürich, Winterthur)    |
| 2012 | Canada                                | Verenigde Staten                      | Zwitserland                           | Verenigde Staten (Burlington)       |
| 2013 | Verenigde Staten                      | Canada                                | Rusland                               | Canada (Ottawa)                     |
| 2015 | Verenigde Staten                      | Canada                                | Finland                               | Zweden (Malmö)                      |
| 2016 | Verenigde Staten                      | Canada                                | Rusland                               | Canada (Kamloops)                   |
| 2017 | Verenigde Staten                      | Canada                                | Finland                               | Verenigde Staten (Plymouth)         |
| 2019 | Verenigde Staten                      | Finland                               | Canada                                | Finland (Espoo)                     |
| 2020 | Afgelast vanwege de COVID-19-uitbraak | Afgelast vanwege de COVID-19-uitbraak | Afgelast vanwege de COVID-19-uitbraak | Canada (Halifax, Truro)             |
| 2021 | Canada                                | Verenigde Staten                      | Finland                               | Canada (Calgary)                    |
| 2022 | Canada                                | Verenigde Staten                      | Tsjechië                              | Denemarken (Herning, Frederikshavn) |
| 2023 | Verenigde Staten                      | Canada                                | Tsjechië                              | Canada (Brampton)                   |
| 2024 | Canada                                | Verenigde Staten                      | Finland                               | Verenigde Staten (Utica, New York)  |
| 2025 | Verenigde Staten                      | Canada                                | Finland                               | Tsjechië (České Budějovice)         |

## Medailleklassement
| Plaats | Landenploeg      | Goud | Zilver | Brons | Totaal |
| 1.     | Canada           | 13   | 10     | 1     | 24     |
| 2.     | Verenigde Staten | 11   | 13     | 0     | 24     |
| 3.     | Finland          | 0    | 1      | 15    | 16     |
| 4.     | Rusland          | 0    | 0      | 3     | 3      |
| 5.     | Tsjechië         | 0    | 0      | 2     | 2      |
| 5.     | Zweden           | 0    | 0      | 2     | 2      |
| 6.     | Zwitserland      | 0    | 0      | 1     | 1      |
| Totaal | Totaal           | 24   | 24     | 24    | 72     |

## B-kampioenschap / Divisie 1
Vanaf 1999 wordt gespeeld om het B-kampioenschap dat vanaf 2001 Divisie 1 wordt genoemd. De winnaar heeft in principe het recht om te promoveren naar het A-kampioenschap oftewel de Topdivisie. Daar is echter voor plaatsing voor het wereldkampioenschap 2015 van afgeweken omdat in de Topdivisie in 2014 als Olympisch jaar geen wereldkampioenschap werd gespeeld en er dus geen degradanten waren. Japan kwalificeerde zich als winnaar van Divisie 1 in 2013 daarom niet voor het volgende wereldkampioenschap in de Topdivisie in 2015 maar speelde als laatst geëindigde van de Olympische Spelen in 2014 wel een herkamp tegen de winnaar van Divisie 1 2014 Tsjechië om een plaats in de Topdivisie. Japan won die herkamp en plaatste zich daarmee voor de Topdivisie 2015.
In het wereldkampioenschap van 2012 zijn Divisie 1 en Divisie 2 hernoemd tot Divisie 1 groep A en groep B. Beide groepen bestaan uit 6 landenploegen die een onderlinge promotie/degradatie regeling kennen. In hetzelfde jaar is Divisie 3 hernoemd tot Divisie 2 groep A en Divisie 4 (dat uit 5 landenploegen bestond) tot Divisie 2 groep B en vanuit Divieie 5 aangevuld tot 6 landenploegen. Er zijn kwalificatiewedstrijden voor niet geplaatste landen om een plaats in Divisie 2 groep B.

## Winnaars van Divisie 1 t/m 5
| Jaar | Divisie 1 groep A | Divisie 1 groep B | Divisie 2 groep A | Divisie 2 groep B | Divisie 3        | Divisie 4     | Divisie 5     |
| ---- | ----------------- | ----------------- | ----------------- | ----------------- | ---------------- | ------------- | ------------- |
| 1999 | Japan             | niet gespeeld     | niet gespeeld     | niet gespeeld     | niet gespeeld    | niet gespeeld | niet gespeeld |
| 2000 | Kazachstan        | niet gespeeld     | niet gespeeld     | niet gespeeld     | niet gespeeld    | niet gespeeld | niet gespeeld |
| 2001 | Zwitserland       | niet gespeeld     | niet gespeeld     | niet gespeeld     | niet gespeeld    | niet gespeeld | niet gespeeld |
| 2003 | Japan             | niet gespeeld     | Noorwegen         | niet gespeeld     | Australië        | niet gespeeld | niet gespeeld |
| 2004 | Kazachstan        | niet gespeeld     | Denemarken        | niet gespeeld     | Oostenrijk       | niet gespeeld | niet gespeeld |
| 2005 | Zwitserland       | niet gespeeld     | Noorwegen         | niet gespeeld     | Slovenië         | Zuid-Korea    | niet gespeeld |
| 2007 | Japan             | niet gespeeld     | Slowakije         | niet gespeeld     | Australië        | Kroatië       | niet gespeeld |
| 2008 | Kazachstan        | niet gespeeld     | Oostenrijk        | niet gespeeld     | Groot-Brittannië | IJsland       | niet gespeeld |
| 2009 | Slowakije         | niet gespeeld     | Letland           | niet gespeeld     | niet gespeeld    | niet gespeeld | niet gespeeld |
| 2011 | Duitsland         | niet gespeeld     | Tsjechië          | niet gespeeld     | Nederland        | Nieuw-Zeeland | Polen         |
| 2012 | Tsjechië          | Denemarken        | Noord-Korea       | Polen             | niet gespeeld    | niet gespeeld | niet gespeeld |
| 2013 | Japan             | Frankrijk         | Hongarije         | Zuid-Korea        | niet gespeeld    | niet gespeeld | niet gespeeld |
| 2014 | Tsjechië          | Letland           | Italië            | Kroatië           | niet gespeeld    | niet gespeeld | niet gespeeld |
| 2015 | Tsjechië          | Slowakije         | Kazachstan        | Slovenië          | niet gespeeld    | niet gespeeld | niet gespeeld |
| 2016 | Duitsland         | Hongarije         | Polen             | Australië         | niet gespeeld    | niet gespeeld | niet gespeeld |
| 2017 | Japan             | Slowakije         | Zuid-Korea        | Mexico            | niet gespeeld    | niet gespeeld | niet gespeeld |
| 2018 | Frankrijk         | Italië            | Nederland         | Spanje            | niet gespeeld    | niet gespeeld | niet gespeeld |
| 2019 | Hongarije         | Nederland         | Slovenië          | Chinees Taipei    | niet gespeeld    | niet gespeeld | niet gespeeld |
| 2020 | niet gespeeld     | niet gespeeld     | niet gespeeld     | niet gespeeld     | niet gespeeld    | niet gespeeld | niet gespeeld |
| 2021 | niet gespeeld     | niet gespeeld     | niet gespeeld     | niet gespeeld     | niet gespeeld    | niet gespeeld | niet gespeeld |